# Brachymasicera nigripes
Brachymasicera nigripes là một loài ruồi trong họ Tachinidae.